# Posidippus

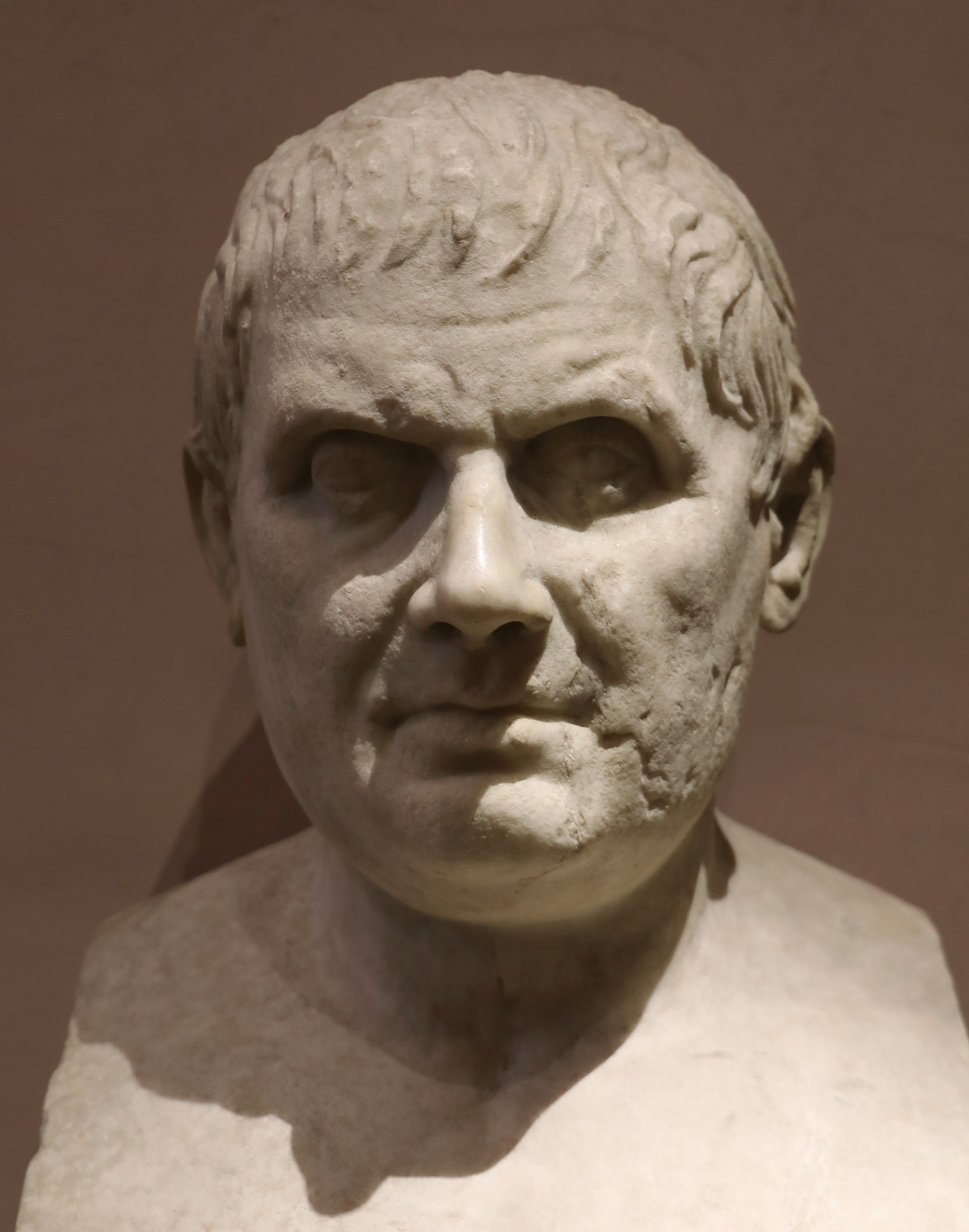
Posidippus

Posidippus van Pella (Grieks: Ποσειδιππος) was een Grieks schrijver van epigrammen uit de derde eeuw v.Chr.

## Vondst van de Milaanse papyrus
Het werk van Posidippus is grotendeels bekend geworden met de publicatie in 2001 van een papyrus van 1,5 meter uit een mummiekarton, die zich bevindt in de collectie van de Universiteit van Milaan (P. Mil. Vogl. VIII 309). De papyrus bevat 109 epigrammen, bij elkaar 612 versregels, zonder vermelding van een auteur. Op grond van het feit dat twee van de epigrammen (nrs. 15 en 65) al bekend waren als epigrammen van Posidippus, is de hele collectie aan deze auteur toegeschreven. Van Posidippus waren eerder al 23 epigrammen bekend uit de Anthologia Graeca en nog enkele gedichten en fragmenten uit de Deipnosophistae van Athenaeus, van een wastablet en uit andere papyrusvondsten.

## Biografische gegevens
Posidippus was afkomstig uit Pella in Macedonië. Zijn literaire carrière voerde hem naar Alexandrië, het culturele centrum van die tijd, waar hij poëzie schreef voor de Ptolemaeën en onder meer de Pharos prees, de vuurtoren die een van de Zeven wereldwonderen van de antieke wereld was. Maar hij was ook elders een bekend persoon. Zo is er een inscriptie bewaard gebleven uit Thermos in Aetolië, waarin staat dat de ‘epigrammatopoios (epigrammenmaker) uit Pella’ als proxenos (ereconsul) van de Aetolische Bond wordt aangesteld. Deze inscriptie komt uit ca. 263 v.Chr., waardoor het mogelijk is te zeggen dat Posidippus halverwege de derde eeuw v.Chr. actief was.

## Inhoud van de Milaanse papyrus
De epigrammen in de Milaanse papyrus zijn ingedeeld in 9 groepen op grond van hun onderwerpen: Lithika (1-20, epigrammen over sierstenen), Oionoskopika (21-35, over voortekens en vogeltekens), Anathematika (36-41, wijdingsepigrammen), Epitymbia (42-61, gedichten op tombes), Andriantopoiika (62-70, over standbeelden), Hippika (71-88, over overwinningen bij de paardenrennen), Nauagika (89-94, op schipbreuken), Iamatika (95-101, over genezingen) en Tropoi (102-109, ‘Wendingen’: grafepigrammen). Na deze negen groepen breekt de papyrus af. We weten niet wat er nog volgde.

## Posidippus en Ausonius
De vierde-eeuwse dichter Ausonius maakte een Latijnse vertaling van een van Posidippus' epigrammen (AP 16.275) dat over een standbeeld van Kairos gaat. In de vertaling van Ausonius (Epigrammen 11) gaat het over de godin Occasio. Het gedicht was populair in de Renaissance. Zo nam Erasmus de Griekse versie samen met de Latijnse versie van Ausonius en een eigen Latijnse vertaling op in zijn Adagia onder het adagium 'Nosce teipsum' (595=I.6.95).

## Tekstuitgaven
- De Griekse tekst van de Milaanse papyrus werd in 2001 gepubliceerd:

Posidippo di Pella Epigrammi (P. Mil. Vogl. VIII 309), Edizione a cura di Guido Bastianini e Claudio Gallazzi con la collaborazione di Colin Austin, Milano: LED 2001
- Een uitgave van de Griekse tekst van alle bekende gedichten van Posidippus met een Italiaanse en Engelse vertaling volgde een jaar later:

C. Austin, G. Bastianini, Posidippi Pellaei quae supersunt omnia, Milano: LED 2002